# Dysstroma grisea
Dysstroma grisea là một loài bướm đêm trong họ Geometridae.